# Renato de Bourbon-Parma
Renato Carlos Maria José (em italiano: Renato Carlo Maria Giuseppe di Borbone-Parma; Schwarzau am Steinfeld, 17 de outubro de 1894 – Copenhague, 30 de julho de 1962), foi um Príncipe de Parma, o sétimo filho sobrevivente do duque Roberto I de Parma e de sua segunda esposa, a infanta Maria Antónia de Portugal. Era neto do duque Carlos III de Parma, e do rei Miguel I de Portugal. Foi pai da rainha Ana da Romênia.

## Início da vida
Renato de Bourbon-Parma era o décimo-nono entre as vinte e quatro crianças de Roberto I, o último soberano do extinto Ducado de Parma e Placência. Sua mãe era a princesa Maria Antonia, era filha do exilado rei Miguel I de Portugal. Pelo primeiro e segundo casamento de seu pai, Renato tinha dezessete irmãos que sobreviveram à infância. Dois dos mais famosos, incluindo a imperatriz Zita da Áustria e o príncipe Félix, consorte de Carlota de Luxemburgo. Renato nasceu em Schwarzau am Steinfeld. Ele foi criado na Áustria. Estudou na Theresianum em Viena, formou-se a partir de uma academia militar e serviu ao império nas forças armadas reais como um oficial da cavalaria.
Durante a Primeira Guerra Mundial, os irmãos de Renato, os príncipes Sixto e Xavier, decidiram lutar pela causa da Tríplice Entente, enquanto Renato e seus irmãos Elias, Duque de Parma e Félix, lutaram no lado oposto e se juntaram ao exército austríaco e à causa dos Impérios Centrais. Sua irmã, Zita, foi casada com o arquiduque Carlos I da Áustria, que se tornou o Imperador da Áustria em 21 de novembro de 1916. Com a queda da monarquia dos Habsburgos em 1918, o príncipe Renato mudou-se para a França.

## Casamento e filhos
Em 9 de Junho de 1921, Renato casou-se com a princesa Margarida da Dinamarca, em Copenhaga. Ela era filha do príncipe Valdemar da Dinamarca (ele próprio era o filho mais novo de Cristiano IX da Dinamarca) por sua esposa a princesa Maria de Orléans. Embora seu pai fosse luterano, Margarida tinha sido criada na fé católica de sua mãe. Seus pais haviam concordado antes do casamento que todos os seus filhos seriam criados como luteranos, a religião de seu pai, e que todas as suas filhas seriam criadas como católicas romanas.
O casal teve quatro filhos:
| Nome                     | Nascimento             | Morte                           | Observações |
| ------------------------ | ---------------------- | ------------------------------- | --- |
| Jacques de Bourbon-Parma | 9 de junho de 1922     | 5 de novembro de 1964 (42 anos) | Casou-se em 1947 com a condessa Brigite Alexandra Maria de Holsácia-Ledreborg (1922-2009); com descendência                             |
| Ana de Bourbon-Parma     | 18 de setembro de 1923 | 1 de agosto de 2016 (92 anos)   | Casou-se em 1948 com o rei Miguel I da Romênia (1921-2017); com descendência                                                            |
| Michel de Bourbon-Parma  | 4 de março de 1926     | 7 de julho de 2018 (92 anos)    | Casou-se primeiro com a princesa Iolanda de Broglie-Revel; com descendência. Casou-se depois com Maria Pia de Saboia, sem descendência. |
| André de Bourbon-Parma   | 6 de março de 1928     | 1 de outubro de 2011 (83 anos)  | Casado em 1960 com Marina Gacry; com descendência.                                                                                      |

Renato morreu em 30 de julho de 1962, aos 67 anos de idade.

## Títulos, estilos e honras

### Títulos
- 17 de outubro de 1894 - 30 de julho de 1962: Sua Alteza Real príncipe Renato de Bourbon-Parma.

### Honras
- Ducado de Parma: Cavaleiro da Grande Cruz da Ordem de Santo Louis de Mérito Civil.
- Dinamarca: Cavaleiro da Ordem do Elefante